# 원주 거돈사지 원공국사탑비
원주 거돈사지 원공국사탑비(原州 居頓寺址 圓空國師塔碑)는 대한민국 강원특별자치도 원주시 거돈사지에 있는, 고려의 고승 원공국사(930년 ~ 1018년)의 행적을 기록한 비이다. 1963년 1월 21일 대한민국의 보물 제78호로 지정되었다.

## 개요
거돈사터에 세워져 있는 탑비로, 고려시대의 스님인 원공국사의 행적을 기록하고 있다.
원공국사(930∼1018)의 법명은 지종(智宗)이고, 세속에서 쓰던 성은 이씨인데, 비문에는 그의 생애와 행적, 그의 덕을 기리는 송덕문이 담겨있다.
비는 거북받침돌 위로 비몸을 세우고 머릿돌을 얹은 모습으로, 비몸이 작고 머릿돌이 큰 것이 특징적이다. 거북의 머리는 괴수 모양의 험한 인상을 한 용의 머리모양이다. 등에 새긴 무늬는 정육각형에 가까우며, 육각형안에는 卍모양과 연꽃무늬를 돋을새김하였다. 머릿돌에는 구름속을 요동치는 용이 불꽃에 쌓인 여의주를 다투는 모습이 조각되어 있는데, 매우 사실적이고 화려하다.
고려 현종 16년(1025)에 세운 것으로, 당시 ‘해동공자’로 불리던 대학자 최충이 글을 짓고, 김거웅이 글씨를 썼다. 비문에 새긴 글씨는 해서체인데, 중국 구양순의 서법을 이어받은 것이다. 이는 고려시대의 여러 비에 새긴 글 중에서도 매우 뛰어난 것으로 중국에 비교해서도 조금도 뒤떨어지지 않는다.
한편 이 비에는 머릿돌을 옮기려 할 때 수십 명의 장정들이 매달려도 끄떡않던 돌을 농가에서 빌려온 소 한 마리가 옮겼다는 설화가 전해 내려오고 있다.

## 사진

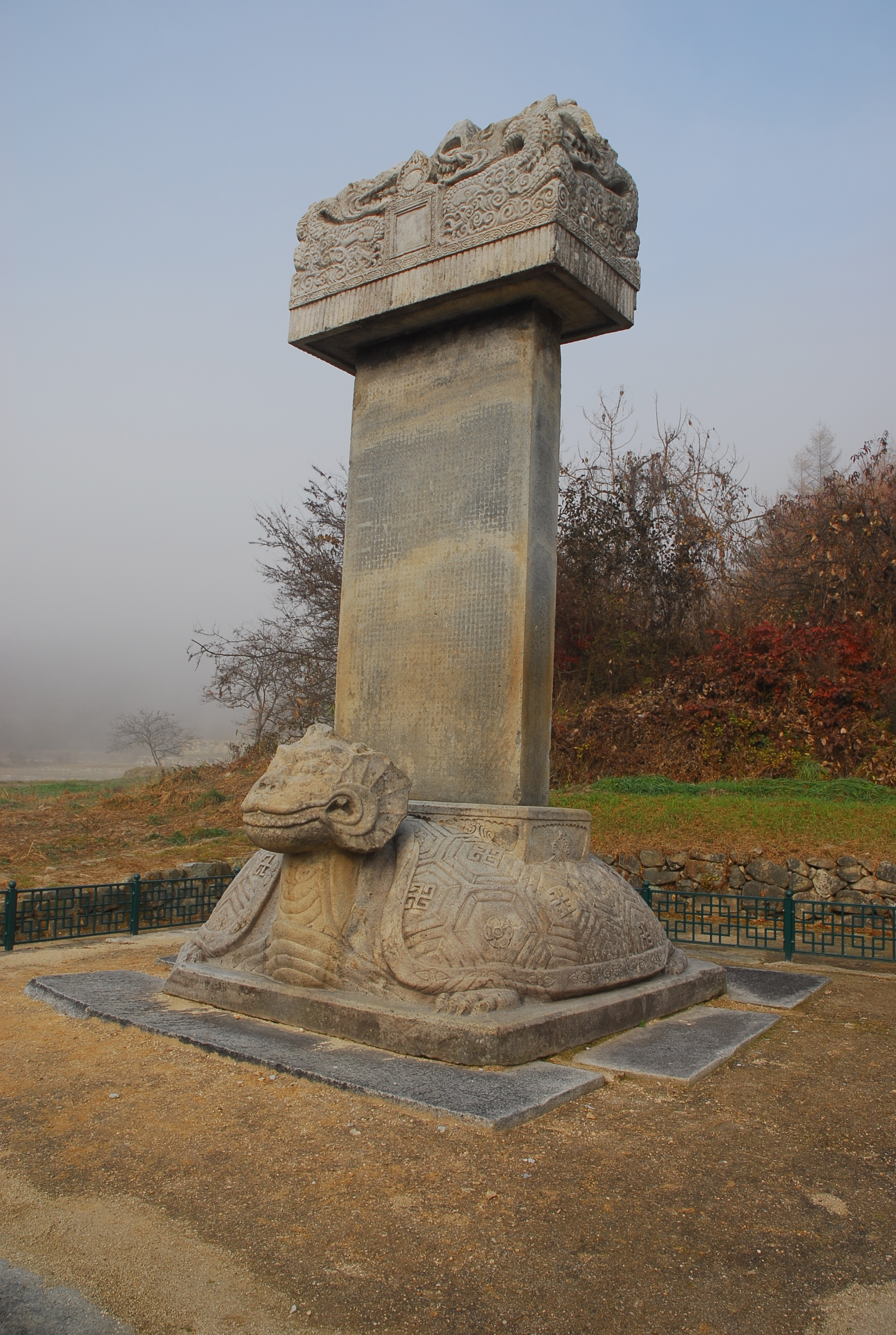
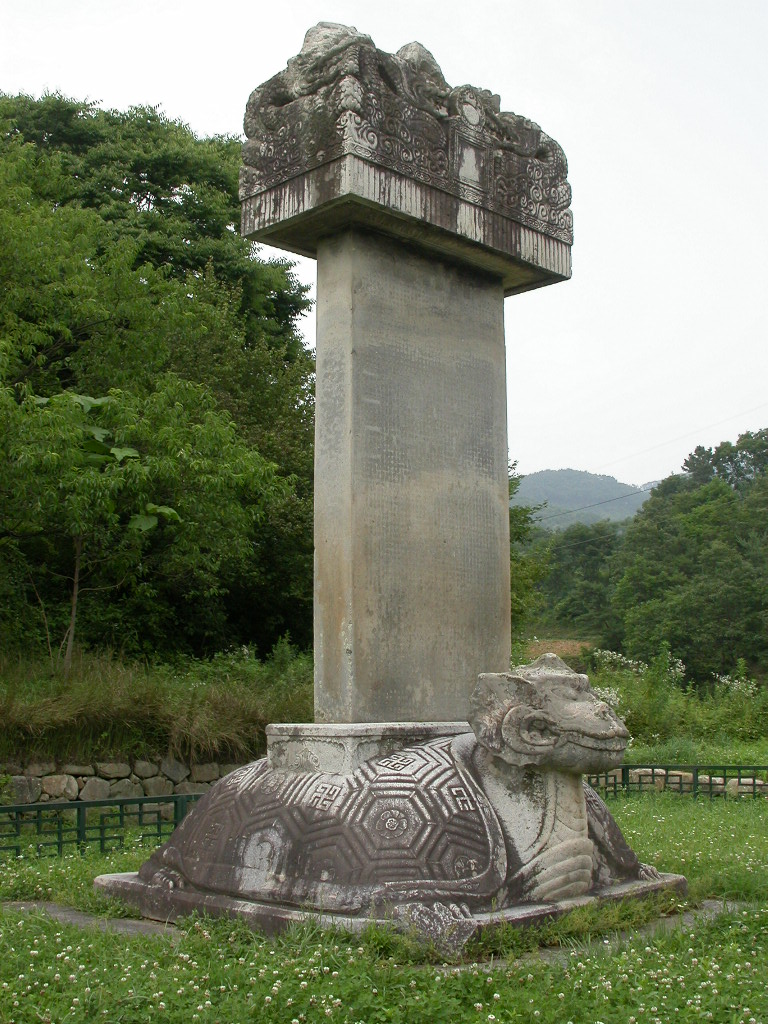
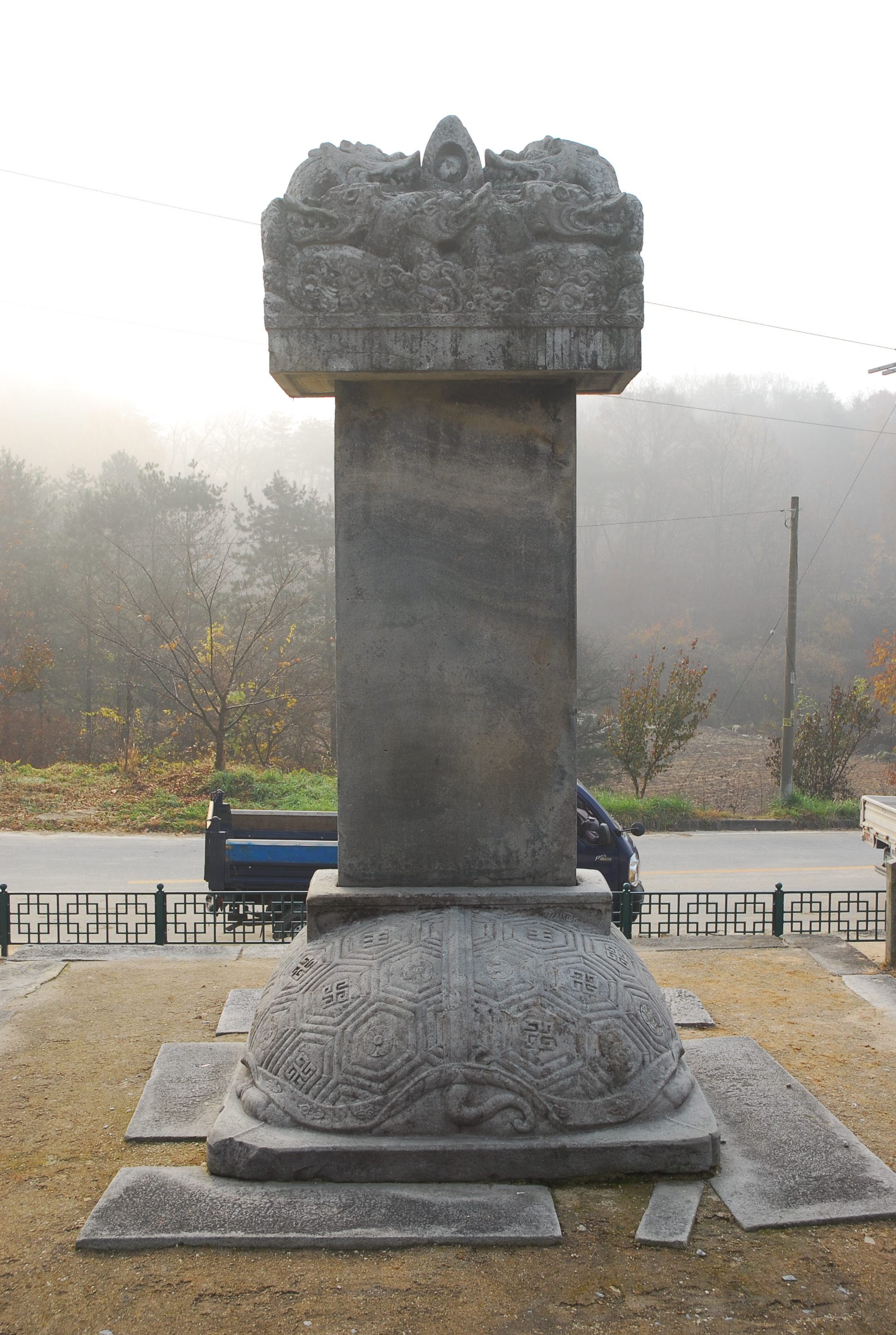
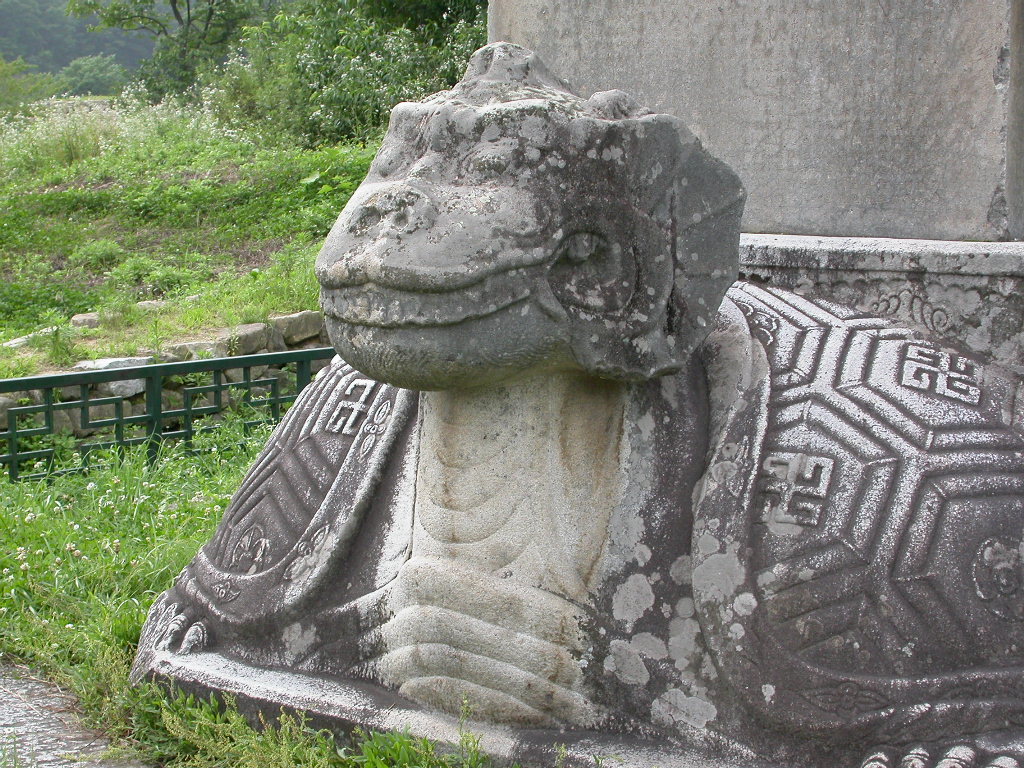

## 같이 보기
- 원주 거돈사지 원공국사탑
- 원주 거돈사지 삼층석탑